# Co-operative Bank

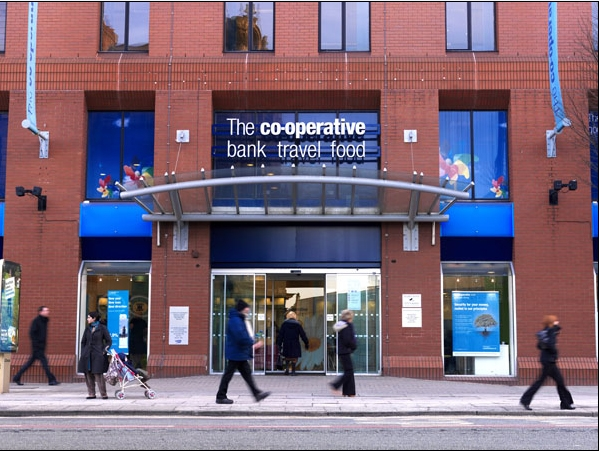
Filiaal van de Co-operative Bank op de Balloon Street in Manchester

De Co-operative Bank gevestigd in Manchester is een coöperatieve Brits bank met strenge principes van ethisch bankieren. De bank investeert niet in ondernemingen die betrokken zijn bij wapenhandel, genetische manipulatie, dierproeven enz.